# Königshain
Königshain är en kommun och ort i Landkreis Görlitz i förbundslandet Sachsen i Tyskland. Kommunen har cirka 1 200 invånare.
Kommunen ingår i förvaltningsområdet Reichenbach/O.L. tillsammans med kommunerna Reichenbach/O.L. och Vierkirchen.